# Akuila Uate

a Compétitions nationales et continentales officielles uniquement.

b Matchs officiels uniquement.
Akuila Uate, né le 6 octobre 1986 à Suva, est un joueur de rugby à XIII fidjien évoluant au poste d'arrière, de centre ou d'ailier. En 2008, il est sélectionné en équipe des Fidji lors de la coupe du monde 2008. C'est alors qu'il est repéré par le club australien des Newcastle Knights où il signe un contrat de 4 ans. En 2010, il est le meilleur marqueur d'essais de la National Rugby League.